# Allativo
L'allativo (o direttivo) è il caso che indica moto verso luogo esterno. È presente, ad esempio, nell'ittita, nel basco, nel finlandese, nell'ungherese, nel lituano arcaico e nel tibetano. È presente anche in quenya, l'antica lingua elfica immaginaria creata da J.R.R. Tolkien.
Esempi:
- ungherese: ház "casa" ~ házba "a casa" (moto a luogo)
- greco antico: Ἀθῆναι "Atene" ~ Ἀθήναζε "verso Atene"[3]
- ebraico: הבית ha-báyt "la casa" ~ הביתה ha-baytáh "a casa" (moto a luogo)
- finlandese: ranta "spiaggia" ~ rannalle "sulla spiaggia" (moto a luogo)

In alcune lingue, come l'ungherese, l'allativo è un vero e proprio caso, usato regolarmente e in maniera produttiva; altrove, come nell'ebraico, ricorre solo in alcuni casi come forma fossile, mentre il moto a luogo è espresso generalmente mediante preposizioni senza flessione o agglutinazione.